# Яхья, Антар
Анта́р Яхья́ (фр. Antar Yahia, араб. عنتر يحيى‎; род. 21 марта 1982[…], Мюлуз) — алжирский и французский футболист, защитник.

## Клубная карьера
Несмотря на то, что Яхья родился во Франции и являлся гражданином этой страны, он провёл некоторое время в Седрате, когда был ребёнком. Яхья начал заниматься футболом в международной футбольной школе Дейра, где обучались дети эмигрантов.
В возрасте 14-ти лет Яхья начал футбольную карьеру, придя в футбольную школу клуба «Сошо». Там он был замечен скаутами миланского «Интернационале», куда перешёл в 2000 году. Однако в основной состав команды Яхья не смог пробиться и был отдан в аренду в клуб «Бастия». Сыграв там один сезон, «Бастия» приняла решение продолжить договор с Яхья, чей контракт с «Интером» закончился. После этого Яхья провёл ещё 3 сезона в клубе, став игроком стартового состава команды.
В июле 2005 года «Ницца» выкупила контракт игрока, заплатив 1 млн евро. В начале сезона Яхья был игроком стартового состава, однако затем стал показывать более низкий уровень игры и часто оказывался на скамье запасных, выходя лишь на замену. После одного сезона в «Ницце», Яхья принял решение сменить клуб.
Яхья заинтересовались английский клуб «Лидс Юнайтед» и немецкий «Бохум». Футболист провёл переговоры с обоими клубами и принял решение уехать в Германию. 30 января 2007 года Яхья дебютировал в чемпионате Германии в матче с «Баварией». В первом сезоне Яхья стал игроком основного состава. Зимой 2007 года, не дожидаясь срока окончания аренды, Бохум выкупил контракт Яхья за 800 тыс. евро, подписав контракт до 2011 года на улучшенных условиях. В 2011 году выступал за арабский «Аль-Наср». В январе 2012 года в качестве свободного агента Яхья подписал трёхлетний контракт с немецким «Кайзерслаутерном».
14 января 2013 года Яхья подписал полуторагодичный контракт с тунисским клубом «Эсперанс». Месяц спустя он официально дебютировал за клуб в стартовом составе в матче чемпионата против «Олимпика». 28 января 2014 года присоединился на полгода к греческой команде «Платаньяс». Шесть месяцев спустя Антар вернулся во Францию, подписав 11 июня 2014 года двухлетний контракт с командой Лиги 2 «Анже», но не провёл за клуб ни единого матча. В середине сезона 2015/16 был арендован «Орлеаном», а 23 июня 2016 года заключил полноценный контракт с клубом. В декабре 2016 года объявил о завершении карьеры.

## Карьера в сборной
Яхья провёл 2 матча за юношескую сборную Франции до 18 лет. Затем он предпочёл Алжир, выступая за команду до 23 лет, где он дебютировал в матче отборочного турнира к Олимпиаде с командой Ганы, в первой же игре забив гол. В составе основной сборной Алжира Яхья дебютировал 15 января 2004 года в товарищеской игре с Мали. В ноябре 2009 года Яхья забил единственный в матче с Египтом гол, который вывел сборную Алжира на чемпионат мира 2010.

## Карьера функционера
27 декабря 2016 года, сразу после завершения карьеры, Яхия был назначен спортивным директором в «Орлеане». В начале 2017 года он записался на курс подготовки генеральных менеджеров, организованный Центром спортивного права и экономики в Лиможе. При нём в «Орлеан» приходили преимущественно свободные агенты, а успешных трансферов «на выход» практически не было. Уже на третий сезон Яхья уволили из «Орлеана». Французские медиа утверждали, что он поссорился с главным тренером Дидье Олле-Николем, нерационально тратил бюджет и зарабатывал на процентах с трансферов.
В мае 2020 года Антар вернулся на родину, где стал спортивным директором клуба «УСМ Алжир». 17 января 2022 года был назначен техническим директором в академию московского «Спартака», где стал заниматься развитием системы подготовки спартаковских кадров, а также курировать тренировочный процесс и селекцию. 10 июня 2022 года покинул пост технического директора по семейным обстоятельствам.

## Личная жизнь
Антар Яхья, по национальности шауйя, родился в семье выходцев из округа Седрата, который располагается в вилайете Сук-Ахрас на северо-востоке страны.